# DuckTales (2017)/Episodenliste

Logo der Serie

Diese Episodenliste enthält alle Episoden der US-amerikanischen Zeichentrickserie DuckTales sortiert nach der US-amerikanischen Erstausstrahlung. Die Serie umfasst drei Staffeln mit 69 Episoden sowie 15 Kurzfilme. Die Serie endete am 15. März 2021.

## Übersicht
| Staffel | Episodenanzahl | Erstausstrahlung USA/Kanada | Erstausstrahlung USA/Kanada | Deutschsprachige Erstausstrahlung | Deutschsprachige Erstausstrahlung |
| Staffel | Episodenanzahl | Staffelpremiere             | Staffelfinale               | Staffelpremiere                   | Staffelfinale                     |
| ------- | -------------- | --------------------------- | --------------------------- | --------------------------------- | --------------------------------- |
| 1       | 23             | 12. August 2017             | 18. August 2018             | 22. Dezember 2017                 | 23. Februar 2019                  |
| 2       | 24             | 20. Oktober 2018            | 12. September 2019          | 8. April 2019                     | 14. Februar 2020                  |
| 3       | 22             | 4. April 2020               | 15. März 2021               | 16. November 2020                 | 13. Mai 2021                      |

## Staffel 1
Die Erstausstrahlung begann in den Vereinigten Staaten am 12. August 2017. In Deutschland wurde der Pilot Das Abenteuer beginnt am 22. Dezember 2017 bei Disney XD ausgestrahlt und die übrigen Episoden der ersten Staffel folgen seit dem 1. Januar 2018.
| Nr. (ges.) | Nr. (St.) | Deutscher Titel                               | Originaltitel                                | Erstausstrahlung USA/CAN | Deutschsprachige Erstausstrahlung (D) | Regie                              | Drehbuch | Prod. Code |
| ---------- | --------- | --------------------------------------------- | -------------------------------------------- | ------------------------ | ------------------------------------- | ---------------------------------- | --- | ---------- |
| 1          | 1         | Das Abenteuer beginnt 1                       | Woo-oo!                                      | 12. Aug. 2017            | 22. Dez. 2017                         | Dana Terrace & John Aoshima        | Francisco Angones Idee: Francisco Angones, Colleen Evanson, Noelle Stevenson, Madison Bateman, Nate Federman & Matt Youngberg                                    | 101102     |
| 2          | 2         | Fonsos Funpark                                | Daytrip of Doom!                             | 23. Sep. 2017            | 1. Jan. 2018                          | Dana Terrace                       | Rachel Vine Idee: Francisco Angones, Colleen Evanson, Bob Snow, Matt Youngberg, Madison Bateman, Christian Magalhaes & Rachel Vine                               | 103        |
| 3          | 3         | Wer den Kreuzer nicht ehrt… 2                 | The Great Dime Chase!                        | 23. Sep. 2017            | 2. Jan. 2018                          | John Aoshima                       | Madison Bateman Idee: Francisco Angones, Colleen Evanson, Bob Snow, Madison Bateman, Christian Magalhaes & Matt Youngberg                                        | 105        |
| 4          | 4         | Das Knack-Geburtstagsdesaster                 | The Beagle Birthday Massacre!                | 30. Sep. 2017            | 3. Jan. 2018                          | Dana Terrace                       | Bob Snow Idee: Francisco Angones, Colleen Evanson, Bob Snow, Madison Bateman & Christian Magalhaes                                                               | 106        |
| 5          | 5         | Achtung vor den Erdfermianern!                | Terror of the Terra-firmians!                | 7. Okt. 2017             | 4. Jan. 2018                          | Matthew Humphreys & Tom Ownes      | Christian Magalhaes Idee: Francisco Angones, Madison Bateman, Colleen Evanson, Christian Magalhaes & Bob Snow                                                    | 110        |
| 6          | 6         | Das Haus der glücklichen Fügung               | The House of the Lucky Gander!               | 14. Okt. 2017            | 5. Jan. 2018                          | Matthew Humphreys & Tom Ownes      | Christian Magalhaes Idee: Francisco Angones, Madison Bateman, Colleen Evanson, Christian Magalhaes & Bob Snow                                                    | 107        |
| 7          | 7         | Das vertrackte Praktikum bei Mark Bürzel      | The Infernal Internship of Mark Beaks!       | 14. Okt. 2017 3          | 8. Jan. 2018                          | John Aoshima                       | Colleen Evanson Idee: Francisco Angones, Madison Bateman, Colleen Evanson, Christian Magalhaes & Bob Snow                                                        | 108        |
| 8          | 8         | Die lebenden Mumien von Toth-Ra               | The Living Mummies of Toth-Ra!               | 28. Okt. 2017            | 9. Jan. 2018                          | Dana Terrace                       | Madison Bateman Idee: Francisco Angones, Madison Bateman, Colleen Evanson, Christian Magalhaes & Bob Snow                                                        | 109        |
| 9          | 9         | Das trügerische Geheimnis des Mount Neverrest | The Impossible Summit of Mt. Neverrest!      | 2. Dez. 2017             | 12. Mai 2018                          | Tom Owens & Matt Youngberg         | Francisco Angones & Noelle Stevenson Idee: Francisco Angones, Madison Bateman, Colleen Evanson, Christian Magalhaes, Bob Snow, Noelle Stevenson & Matt Youngberg | 104        |
| 10         | 10        | Der Speer der Selene                          | The Spear of Selene!                         | 4. Mai 2018              | 19. Mai 2018                          | Dana Terrace                       | Madison Bateman Idee: Francisco Angones, Madison Bateman, Colleen Evanson, Christian Magalhaes & Bob Snow                                                        | 112        |
| 11         | 11        | Achtung vor dem B.U.D.D.Y. System!            | Beware the B.U.D.D.Y. System!                | 11. Mai 2018             | 2. Juni 2018                          | John Aoshima                       | Francisco Angones Idee: Francisco Angones, Madison Bateman, Colleen Evanson, Christian Magalhaes & Bob Snow                                                      | 114        |
| 12         | 12        | Golfen im Moortal                             | The Missing Links of Moorshire!              | 18. Mai 2018             | 26. Mai 2018                          | Matthew Humphreys                  | Ben Joseph Idee: Francisco Angones, Madison Bateman, Colleen Evanson, Ben Joseph, Christian Magalhaes & Bob Snow                                                 | 113        |
| 13         | 13        | Das Geburtstagsmysterium                      | McMystery at McDuck McManor!                 | 25. Mai 2018             | 9. Juni 2018                          | John Aoshima                       | Colleen Evanson Idee: Francisco Angones, Madison Bateman, Colleen Evanson, Christian Magalhaes & Bob Snow                                                        | 111        |
| 14         | 14        | Hai-Alarm!                                    | JAW$!                                        | 16. Juni 2018            | 10. Nov. 2018                         | Matthew Humphreys                  | Colleen Evanson Idee: Francisco Angones, Madison Bateman, Colleen Evanson, Christian Magalhaes & Bob Snow                                                        | 116        |
| 15         | 15        | Die Goldene Lagune                            | The Golden Lagoon of White Agony Plains!     | 23. Juni 2018            | 3. Nov. 2018                          | John Aoshima                       | Bob Snow Idee: Francisco Angones, Madison Bateman, Colleen Evanson, Christian Magalhaes & Bob Snow                                                               | 117        |
| 16         | 16        | Der Einzelkind-Tag                            | Day of the Only Child!                       | 30. Juni 2018            | 17. Nov. 2018                         | Dana Terrace & Tanner Johnson      | Bob Snow Idee: Francisco Angones, Madison Bateman, Colleen Evanson, Christian Magalhaes & Bob Snow                                                               | 115        |
| 17         | 17        | Die vertrauliche Akte der Agentin 22          | From the Confidential Casefiles of Agent 22! | 7. Juli 2018             | 24. Nov. 2018                         | Tanner Johnson                     | Christian Magalhaes Idee: Francisco Angones, Madison Bateman, Colleen Evanson, Christian Magalhaes & Bob Snow                                                    | 118        |
| 18         | 18        | Wer ist Krach-Bumm-Ente?                      | Who is Gizmoduck?!                           | 14. Juli 2018            | 9. Feb. 2019                          | Tanner Johnson                     | Christian Magalhaes Idee: Francisco Angones, Madison Bateman, Colleen Evanson, Christian Magalhaes & Bob Snow                                                    | 121        |
| 19         | 19        | Dagoberts gefährlichste Schätze 4             | The Other Bin of Scrooge McDuck!             | 21. Juli 2018            | 1. Dez. 2018                          | John Aoshima                       | Colleen Evanson Idee: Francisco Angones, Madison Bateman, Colleen Evanson, Christian Magalhaes & Bob Snow                                                        | 120        |
| 20         | 20        | Luftpiraten                                   | Sky Pirates...in the Sky!                    | 28. Juli 2018            | 2. Feb. 2019                          | Matthew Humphreys                  | Madison Bateman Idee: Francisco Angones, Madison Bateman, Colleen Evanson, Christian Magalhaes & Bob Snow                                                        | 119        |
| 21         | 21        | Die Geheimnisse von Schloss Duck              | The Secret(s) of Castle McDuck!              | 4. Aug. 2018             | 8. Dez. 2018                          | Matthew Humphreys                  | Bob Snow Idee: Francisco Angones, Madison Bateman, Colleen Evanson, Christian Magalhaes & Bob Snow                                                               | 122        |
| 22         | 22        | Der letzte Flug des Sonnenjägers              | The Last Crash of the Sunchaser!             | 11. Aug. 2018            | 16. Feb. 2019                         | John Aoshima                       | Francisco Angones Idee: Francisco Angones, Madison Bateman, Colleen Evanson, Christian Magalhaes & Bob Snow                                                      | 123        |
| 23         | 23        | Der Schattenkrieg                             | The Shadow War! 5                            | 18. Aug. 2018            | 23. Feb. 2019                         | Matthew Humphreys & Tanner Johnson | Madison Bateman, Colleen Evanson, Christian Magalhaes & Bob Snow Idee: Francisco Angones, Madison Bateman, Colleen Evanson, Christian Magalhaes & Bob Snow       | 124125     |

## Staffel 2
Die Erstausstrahlung begann in den Vereinigten Staaten am 20. Oktober 2018.
| Nr. (ges.) | Nr. (St.) | Deutscher Titel                            | Originaltitel                          | Erstausstrahlung USA | Deutschsprachige Erstausstrahlung (D)         | Regie                        | Drehbuch | Prod. Code |
| ---------- | --------- | ------------------------------------------ | -------------------------------------- | -------------------- | --------------------------------------------- | ---------------------------- | --- | ---------- |
| 24         | 1         | Der gefährlichste Spieleabend aller Zeiten | The Most Dangerous Game … Night!       | 20. Okt. 2018        | 8. Apr. 2019                                  | Tanner Johnson               | Francisco Angones Idee: Francisco Angones, Madison Bateman, Colleen Evanson, Christian Magalhaes & Bob Snow                                                                | 201        |
| 25         | 2         | In den Tiefen des Ozeans                   | The Depths of Cousin Fethry!           | 27. Okt. 2018        | 9. Apr. 2019                                  | Matthew Humphreys            | Christian Magalhaes Idee: Francisco Angones, Madison Bateman, Colleen Evanson, Christian Magalhaes & Bob Snow                                                              | 202        |
| 26         | 3         | Die Geschichte des kleinen Duke            | The Ballad of Duke Baloney!            | 3. Nov. 2018         | 10. Apr. 2019                                 | Jason Zurek                  | Colleen Evanson Idee: Francisco Angones, Madison Bateman, Colleen Evanson, Christian Magalhaes & Bob Snow                                                                  | 203        |
| 27         | 4         | Die Stadt der netten Menschen              | The Town Where Everyone Was Nice!      | 10. Nov. 2018        | 11. Apr. 2019                                 | Tanner Johnson               | Madison Bateman Idee: Francisco Angones, Madison Bateman, Colleen Evanson, Christian Magalhaes & Bob Snow                                                                  | 204        |
| 28         | 5         | Storkules in Entenhausen                   | Storkules in Duckburg!                 | 17. Nov. 2018        | 12. Apr. 2019                                 | Matthew Humphreys            | Bob Snow Idee: Francisco Angones, Madison Bateman, Colleen Evanson, Christian Magalhaes & Bob Snow                                                                         | 205        |
| 29         | 6         | Die Weihnachts-Zeitreise                   | Last Christmas!                        | 1. Dez. 2018         | 15. Nov. 2019                                 | Jason Zurek                  | Francisco Angones Idee: Francisco Angones, Madison Bateman, Colleen Evanson, Christian Magalhaes & Bob Snow                                                                | 206        |
| 30         | 7         | Wo steckt Della Duck?                      | What Ever Happened To Della Duck?!     | 9. März 2019         | 3. Juni 2019                                  | Tanner Johnson               | Madison Bateman & Colleen Evanson Idee: Francisco Angones, Madison Bateman, Colleen Evanson, Christian Magalhaes & Bob Snow                                                | 207        |
| 31         | 8         | Der Schatz der gefundenen Lampe            | Treasure of the Found Lamp!            | 7. Mai 2019          | 4. Juni 2019                                  | Jason Zurek                  | Christian Magalhaes Idee: Francisco Angones, Madison Bateman, Colleen Evanson, Christian Magalhaes & Bob Snow                                                              | 209        |
| 32         | 9         | Der Gesetzlose Dagobert Duck               | The Outlaw Scrooge McDuck!             | 8. Mai 2019          | 5. Juni 2019                                  | Tanner Johnson               | Christian Magalhaes Idee: Francisco Angones, Madison Bateman, Colleen Evanson, Christian Magalhaes & Bob Snow                                                              | 210        |
| 33         | 10        | Die 87-Kreuzer-Lösung                      | The 87 Cent Solution!                  | 9. Mai 2019          | 16. Juli 2019                                 | Matthew Humphreys            | Bob Snow Idee: Francisco Angones, Madison Bateman, Colleen Evanson, Christian Magalhaes & Bob Snow                                                                         | 211        |
| 34         | 11        | Der Goldene Speer                          | The Golden Spear!                      | 10. Mai 2019         | 4. Nov. 2019                                  | Jason Zurek                  | Bob Snow Idee: Francisco Angones, Madison Bateman, Colleen Evanson, Christian Magalhaes & Bob Snow                                                                         | 212        |
| 35         | 12        | Nichts hält Della Duck auf!                | Nothing Can Stop Della Duck!           | 13. Mai 2019         | 5. Nov. 2019                                  | Tanner Johnson               | Colleen Evanson Idee: Francisco Angones, Madison Bateman, Colleen Evanson, Christian Magalhaes & Bob Snow                                                                  | 213        |
| 36         | 13        | Der Duft des Geldes                        | Raiders of the Doomsday Vault!         | 14. Mai 2019         | 6. Nov. 2019                                  | Matthew Humphreys            | Madison Bateman Idee: Francisco Angones, Madison Bateman, Colleen Evanson, Christian Magalhaes & Bob Snow                                                                  | 214        |
| 37         | 14        | Magische Freundschaft                      | Friendship Hates Magic!                | 15. Mai 2019         | 7. Juni 2019                                  | Matthew Humphreys            | Rachel Vine Idee: Francisco Angones, Madison Bateman, Colleen Evanson, Christian Magalhaes, Bob Snow & Rachel Vine                                                         | 208        |
| 38         | 15        | Gefährliche Chemie                         | The Dangerous Chemistry of Gandra Dee! | 16. Mai 2019         | 7. Nov. 2019                                  | Jason Zurek                  | Christian Magalhaes Idee: Francisco Angones, Madison Bateman, Colleen Evanson, Christian Magalhaes & Bob Snow                                                              | 215        |
| 39         | 16        | Darkwings Rückkehr                         | The Duck Knight Returns!               | 17. Mai 2019         | 8. Nov. 2019                                  | Tanner Johnson               | Francisco Angones Idee: Francisco Angones, Madison Bateman, Colleen Evanson, Christian Magalhaes & Bob Snow                                                                | 216        |
| 40         | 17        | Wo steckt Donald Duck?                     | What Ever Happened to Donald Duck?!    | 3. Sep. 2019         | 27. Nov. 2019                                 | Jason Reicher & Jason Zurek  | Colleen Evanson Idee: Francisco Angones, Madison Bateman, Colleen Evanson, Christian Magalhaes & Bob Snow                                                                  | 218        |
| 41         | 18        | Alles Gute, Doofy!                         | Happy Birthday, Doofus Drake!          | 4. Sep. 2019         | 28. Nov. 2019                                 | Matthew Humphreys            | Bob Snow & Francisco Angones Idee: Francisco Angones, Madison Bateman, Colleen Evanson, Christian Magalhaes & Bob Snow                                                     | 217        |
| 42         | 19        | Albtraum auf dem Glatzenkogel              | A Nightmare on Killmotor Hill!         | 5. Sep. 2019         | 13. Nov. 2019                                 | Tanner Johnson               | Emmy Cicierega Idee: Francisco Angones, Madison Bateman, Emmy Cicierega, Colleen Evanson, Christian Magalhaes & Bob Snow                                                   | 219        |
| 43         | 20        | Die goldene Waffenkammer von Emil Erpel    | The Golden Armory of Cornelius Coot!   | 6. Sep. 2019         | 2. Dez. 2019                                  | Matthew Humphreys            | Christian Magalhaes & Bob Snow Idee: Francisco Angones, Madison Bateman, Colleen Evanson, Christian Magalhaes & Bob Snow                                                   | 220        |
| 44         | 21        | Der Zeitsturm                              | Timephoon!                             | 9. Sep. 2019         | 10. Feb. 2020                                 | Jason Zurek                  | Madison Bateman Idee: Francisco Angones, Madison Bateman, Colleen Evanson, Christian Magalhaes & Bob Snow                                                                  | 221        |
| 45         | 22        | Familienbande                              | GlomTales!                             | 10. Sep. 2019        | 11. Feb. 2020                                 | Tanner Johnson               | Colleen Evanson Idee: Francisco Angones, Madison Bateman, Colleen Evanson, Christian Magalhaes & Bob Snow                                                                  | 222        |
| 46         | 23        | Die reichste Ente der Welt                 | The Richest Duck in the World!         | 11. Sep. 2019        | 12. Feb. 2020                                 | Matthew Humphreys            | Madison Bateman Idee: Francisco Angones, Madison Bateman, Emmy Cicierega, Colleen Evanson, Christian Magalhaes & Bob Snow                                                  | 223        |
| 47         | 24        | Invasion vom Mond                          | Moonvasion!                            | 12. Sep. 2019        | 13. Feb. 2020 (Teil 1) 14. Feb. 2020 (Teil 2) | Tanner Johnson & Jason Zurek | Madison Bateman, Colleen Evanson, Christian Magalhaes & Bob Snow Idee: Francisco Angones, Madison Bateman, Emmy Cicierega, Colleen Evanson, Christian Magalhaes & Bob Snow | 224225     |

## Staffel 3
Die Erstausstrahlung der dritten Staffel begann in den Vereinigten Staaten am 4. April 2020 und endete am 15. März 2021. Ab 16. November 2020 wurden bis Ende November 12 Folgen in Deutschland gesendet.
| Nr. (ges.) | Nr. (St.) | Deutscher Titel                                      | Originaltitel                                 | Erstausstrahlung | Deutschsprachige Erstausstrahlung (D)         | Regie                                                           | Drehbuch | Prod. Code |
| ---------- | --------- | ---------------------------------------------------- | --------------------------------------------- | ---------------- | --------------------------------------------- | --------------------------------------------------------------- | --- | ---------- |
| 48         | 1         | Wettkampf der Junior-Senior-Fieselschweiflinge       | Challenge of the Senior Junior Woodchucks!    | 4. Apr. 2020     | 16. Nov. 2020                                 | Matthew Humphreys                                               | Francisco Angones, Madison Bateman, Colleen Evanson, Christian Magalhaes & Bob Snow Idee: Francisco Angones, Madison Bateman, Colleen Evanson, Christian Magalhaes & Bob Snow        | 304        |
| 49         | 2         | Quack Pack!                                          | Quack Pack!                                   | 4. Apr. 2020     | 17. Nov. 2020                                 | Tanner Johnson                                                  | Bob Snow Idee: Francisco Angones, Madison Bateman, Colleen Evanson, Christian Magalhaes & Bob Snow                                                                                   | 303        |
| 50         | 3         | Null Null Duck in „Man stürzt nur zweimal ab!“       | Double-O-Duck in You Only Crash Twice!        | 11. Apr. 2020    | 18. Nov. 2020                                 | Jason Zurek                                                     | Christian Magalhaes Idee: Francisco Angones, Madison Bateman, Colleen Evanson, Christian Magalhaes & Bob Snow                                                                        | 305        |
| 51         | 4         | Die verlorene Harfe von Mervana!                     | The Lost Harp of Mervana!                     | 18. Apr. 2020    | 19. Nov. 2020                                 | Tanner Johnson                                                  | Colleen Evanson Idee: Francisco Angones, Madison Bateman, Colleen Evanson, Christian Magalhaes & Bob Snow                                                                            | 306        |
| 52         | 5         | Der perfekte Plan                                    | Louie’s Eleven!                               | 25. Apr. 2020    | 20. Nov. 2020                                 | Matthew Humphreys                                               | Francisco Angones & Madison Bateman Idee: Francisco Angones, Madison Bateman, Colleen Evanson, Christian Magalhaes, Ben Siemon & Bob Snow                                            | 307        |
| 53         | 6         | Astro B.O.R.I.S.                                     | Astro B.O.Y.D.!                               | 2. Mai 2020      | 21. Nov. 2020                                 | Jason Zurek                                                     | Christian Magalhaes Idee: Francisco Angones, Madison Bateman, Colleen Evanson, Christian Magalhaes, Ben Siemon & Bob Snow                                                            | 308        |
| 54         | 7         | Der Wrestling-Wettkampf                              | The Rumble for Ragnarok!                      | 9. Mai 2020      | 22. Nov. 2020                                 | Tanner Johnson                                                  | Bob Snow Idee: Francisco Angones, Madison Bateman, Colleen Evanson, Christian Magalhaes, Ben Siemon & Bob Snow                                                                       | 309        |
| 55         | 8         | Das Phantom und die Hexe!                            | The Phantom and the Sorceress!                | 21. Sep. 2020    | 23. Nov. 2020                                 | Stephanie Gonzaga & Matthew Humphreys                           | Colleen Evanson Idee: Francisco Angones, Madison Bateman, Colleen Evanson, Christian Magalhaes, Ben Siemon & Bob Snow                                                                | 310        |
| 56         | 9         | Mondländer auf der Erde                              | They Put a Moonlander on the Earth!           | 28. Sep. 2020    | 24. Nov. 2020                                 | Sam King & Jason Zurek                                          | Sam King & Bob Snow Idee: Francisco Angones, Madison Bateman, Colleen Evanson, Sam King, Christian Magalhaes, Ben Siemon & Bob Snow                                                  | 311        |
| 57         | 10        | Mythen und Monster                                   | The Trickening!                               | 5. Okt. 2020     | 7. Sep. 2022                                  | Matthew Humphreys                                               | Christian Magalhaes Idee: Francisco Angones, Madison Bateman, Colleen Evanson, Christian Magalhaes & Bob Snow                                                                        | 301        |
| 58         | 11        | Geheimnis der Jugend                                 | The Forbidden Fountains of the Foreverglades! | 12. Okt. 2020    | 25. Nov. 2020                                 | Tanner Johnson                                                  | Madison Bateman Idee: Francisco Angones, Madison Bateman, Colleen Evanson, Christian Magalhaes, Ben Siemon & Bob Snow                                                                | 312        |
| 59         | 12        | Zwo, Eins, Risiko!                                   | Let’s Get Dangerous!                          | 19. Okt. 2020    | 26. Nov. 2020 (Teil 1) 27. Nov. 2020 (Teil 2) | Matthew Humphreys & Jason Zurek                                 | Francisco Angones & Colleen Evanson Idee: Francisco Angones, Madison Bateman, Colleen Evanson, Christian Magalhaes, Ben Siemon & Bob Snow                                            | 313314     |
| 60         | 13        | Die unmögliche Flucht aus dem Unmöglichkeitsspeicher | Escape from the Impossibin!                   | 26. Okt. 2020    | 3. Mai 2021                                   | Tanner Johnson                                                  | Ben Siemon Idee: Francisco Angones, Madison Bateman, Colleen Evanson, Christian Magalhaes, Ben Siemon & Bob Snow                                                                     | 315        |
| 61         | 14        | Das Schwert von Schwanstantin                        | The Spilt Sword of Swans Tone!                | 2. Nov. 2020     | 4. Mai 2021                                   | Matthew Humphreys                                               | Christian Magalhaes & Bob Snow Idee: Francisco Angones, Madison Bateman, Colleen Evanson, Christian Magalhaes, Ben Siemon & Bob Snow                                                 | 316        |
| 62         | 15        | Neue Götter in der Stadt                             | New Gods on the Block!                        | 9. Nov. 2020     | 5. Mai 2021                                   | Jason Zurek                                                     | Megan Gonzalez Idee: Francisco Angones, Madison Bateman, Colleen Evanson, Megan Gonzalez, Christian Magalhaes, Ben Siemon & Bob Snow                                                 | 317        |
| 63         | 16        | Das allererste Abenteuer                             | The First Adventure!                          | 16. Nov. 2020    | 6. Mai 2021                                   | Vince Aparo & Tanner Johnson                                    | Christian Magalhaes Idee: Francisco Angones, Madison Bateman, Colleen Evanson, Megan Gonzalez, Christian Magalhaes, Ben Siemon & Bob Snow                                            | 318        |
| 64         | 17        | Der Kampf um Schloss Duck                            | The Fight for Castle McDuck!                  | 23. Nov. 2020    | 7. Mai 2021                                   | Matthew Humphreys                                               | Madison Bateman Idee: Francisco Angones, Madison Bateman, Colleen Evanson, Christian Magalhaes, Ben Siemon & Bob Snow                                                                | 319        |
| 65         | 18        | Als der Weihnachtsmann Weihnachten stahl             | How Santa Stole Christmas!                    | 30. Nov. 2020    | 24. Dez. 2020                                 | Jason Zurek                                                     | Colleen Evanson Idee: Francisco Angones, Madison Bateman, Colleen Evanson, Christian Magalhaes & Bob Snow                                                                            | 302        |
| 66         | 19        | Raus aus meiner Cloud                                | Beaks in the Shell!                           | 22. Feb. 2021    | 8. Mai 2021                                   | Jason Zurek                                                     | Ben Siemon Idee: Francisco Angones, Madison Bateman, Colleen Evanson, Christian Magalhaes, Ben Siemon & Bob Snow                                                                     | 320        |
| 67         | 20        | Die verlorene Fracht von Kit Wolkenflitzer           | The Lost Cargo of Kit Cloudkicker             | 1. März 2021     | 9. Mai 2021                                   | Tanner Johnson                                                  | Colleen Evanson & Tanner Johnson Idee: Francisco Angones, Madison Bateman, Colleen Evanson, Tanner Johnson, Christian Magalhaes, Ben Siemon & Bob Snow                               | 321        |
| 68         | 21        | Die Verbrechen des Dagobert Duck                     | The Life and Crimes of Scrooge McDuck!        | 8. März 2021     | 10. Mai 2021                                  | Matthew Humphreys                                               | Bob Snow Idee: Francisco Angones, Madison Bateman, Colleen Evanson, Christian Magalhaes, Ben Siemon & Bob Snow                                                                       | 322        |
| 69         | 22        | Das letzte Abenteuer                                 | The Last Adventure!                           | 15. März 2021    | 11.–13. Mai 2021                              | Matthew Humphreys, Tanner Johnson, Matt Youngberg & Jason Zurek | Francisco Angones, Madison Bateman, Christian Magalhaes, Ben Siemon & Bob Snow Idee: Francisco Angones, Madison Bateman, Colleen Evanson, Christian Magalhaes, Ben Siemon & Bob Snow | 323324325  |

## Kurzfilme

### Willkommen in Entenhausen! (Welcome to Duckburg!)
Diese Kurzfilme zur Serie wurden am 9. und 16. Juni 2017 auf dem amerikanischen YouTube-Kanal von Disney XD veröffentlicht und zeigen die Duck-Familie und ihre Freunde in alltäglichen Situationen, die schnell in kleinen Abenteuern ausarten. Am 19. und 20. Oktober 2019 wurden die Kurzfilme auf dem deutschen Ableger Disney XDs ausgestrahlt.
| Nr. (ges.) | Nr. (St.) | Deutscher Titel                                  | Originaltitel     | Erstausstrahlung USA | Deutschsprachige Erstausstrahlung (D) | Regie          | Drehbuch |
| ---------- | --------- | ------------------------------------------------ | ----------------- | -------------------- | ------------------------------------- | -------------- | -------- |
| 1          | 1         | Happy Birthday, Donald! Donald (Alternativtitel) | Donald’s Birthday | 9. Juni 2017         | 9. Juni 2019 19. Okt. 2019            | Emmy Cicierega | –        |
| 2          | 2         | Tick                                             | Huey              | 9. Juni 2017         | 19. Okt. 2019                         | Emmy Cicierega | –        |
| 3          | 3         | Dagobert                                         | Scrooge           | 9. Juni 2017         | 20. Okt. 2019                         | Emmy Cicierega | –        |
| 4          | 4         | Quack                                            | Launchpad         | 16. Juni 2017        | 20. Okt. 2019                         | Emmy Cicierega | –        |
| 5          | 5         | Nicky                                            | Webby             | 16. Juni 2017        | 20. Okt. 2019                         | Emmy Cicierega | –        |
| 6          | 6         | Frieda                                           | Beakley           | 16. Juni 2017        | 19. Okt. 2019                         | Emmy Cicierega | –        |

### Die gefährlichste Falle der Welt (The World’s Longest Deathtrap!)
Diese Kurzfilme zur Serie wurden vom 27. Mai bis 24. Juni 2018 auf dem amerikanischen YouTube-Kanal vom Disney Channel veröffentlicht und zeigen wie Nicky und Tick versuchen einer sich sehr langsam bewegenden Todesfalle auszuweichen. Der deutsche Disney Channel begann die Kurzfilme ohne Vorankündigung auszustrahlen sowie in der hauseigenen App zu veröffentlichten. Disney XD begann sie dann mit vorheriger Programmplanung auszustrahlen.
| Nr. (ges.) | Nr. (St.) | Deutscher Titel                           | Originaltitel                         | Erstausstrahlung USA | Deutschsprachige Erstausstrahlung (D) | Regie | Drehbuch    |
| ---------- | --------- | ----------------------------------------- | ------------------------------------- | -------------------- | ------------------------------------- | ----- | ----------- |
| 1          | 1         | Die gefährlichste Falle der Welt – Teil 1 | The World’s Longest Deathtrap! Part 1 | 27. Mai 2018         | 25. Okt. 2019                         | –     | Rachel Vine |
| 2          | 2         | Die gefährlichste Falle der Welt – Teil 2 | The World’s Longest Deathtrap! Part 2 | 3. Juni 2018         | 28. Okt. 2019                         | –     | Rachel Vine |
| 3          | 3         | Die gefährlichste Falle der Welt – Teil 3 | The World’s Longest Deathtrap! Part 3 | 10. Juni 2018        | 29. Okt. 2019                         | –     | Rachel Vine |
| 4          | 4         | Die gefährlichste Falle der Welt – Teil 4 | The World’s Longest Deathtrap! Part 4 | 17. Juni 2018        | 30. Okt. 2019                         | –     | Rachel Vine |
| 5          | 5         | Die gefährlichste Falle der Welt – Teil 5 | The World’s Longest Deathtrap! Part 5 | 24. Juni 2018        | 31. Okt. 2019                         | –     | Rachel Vine |

### Tricks Trick-Nacht! (Dewey Dew-Night!)
Diese Kurzfilme zur Serie wurden zwischen dem 8. und 27. Juli 2018 auf dem amerikanischen YouTube-Kanal vom Disney Channel veröffentlicht und zeigen Episoden aus Tricks selbstgedrehter Talkshow, die zuerst in der Folge Der Einzelkind-Tag (Day of the Only Child!) gezeigt wurden. In Deutschland wurden die Kurzfilme auf dem Youtube-Kanal des deutschen Disney Channel veröffentlicht.
| Nr. (ges.) | Nr. (St.) | Deutscher Titel   | Originaltitel   | Erstausstrahlung USA | Deutschsprachige Erstausstrahlung (D) | Regie          | Drehbuch    |
| ---------- | --------- | ----------------- | --------------- | -------------------- | ------------------------------------- | -------------- | ----------- |
| 1          | 1         | Nicky             | The Sidekick    | 8. Juli 2018         | 5. Feb. 2019                          | Tanner Johnson | Rachel Vine |
| 2          | 2         | Das Interview     | The Interview   | 15. Juli 2018        | 6. Feb. 2019                          | Tanner Johnson | Rachel Vine |
| 3          | 3         | Wird es zerstört? | Will It Crash?! | 22. Juli 2018        | 5. Feb. 2019                          | Tanner Johnson | Rachel Vine |
| 4          | 4         | Schlafenszeit     | Bedtime         | 29. Juli 2018        | 6. Feb. 2019                          | Tanner Johnson | Rachel Vine |